# Врањски надимци
Врањски надимци добијали су се по личном изгледу, по спољашности, по занимању или месту одакле неко потиче, неки по понашању и сл. Својеврсни белези људи одраз су специфичног менталитета, филозофије живљења и духа поднебља. Надимци непогрешиво дефинишу и личност човека. 

## Значај надимака
У Врању је било толико много надимака до 1941. да није било лако све набројати или исписати. О овим надимцима човек је могао написати читаву књигу, а ако би све објашњавао, онда би морао дуже све те ствари да ради и студира. Грађани који су обављали неку јавну делатност или држали трговачку и занатску радњу, на фирми испред радње, поред делатности, обавезно би ставњали и надимак. Надимак је био најлакша и најбржа оријентација да се неко лице у граду пронађе.
Стари Врањанци, они из времена пре 6. априла 1941. више су били познати у граду и ван њега по надимцима него по своме личном и породичном имену. Ако сте неком Врањанцу послали писмо из других крајева, пакет или било какав абер, без обзира на његову тачну адресу, а без ознаке надимка, таквог човека није било лако наћи у граду. Утолико пре што Врање до 1928. није имало нумерисане улице и кућне бројеве. Све до тада у граду су се за улице и махале користили стари називи махала и крајева као што су били: Текија, Тулбе, Табане, Ковачка махала и тако редом. Али ако сте уз име и породично презиме ставили и надимак, такво лице се могло врло лако наћи.
Надимци су врло често откривали и многе интимне стране живота људи у Врању. С друге стране, надимци су врло лепо осликавали стари врањски свет, начин његовог живота, занимање тог света, породични живот и све друго што је било везано за време живота и рада тог несталог света. Чак, ради бољег распознавања људи, на Шапраначком гробљу на споменицима мртвих стављани су њихови надимци.Надимци су вечни. Замењују лична имена, као што је већ поменуто, на надгробним плочама, на споменицима, али и у читуљама и криминалистичким досијеима.

## Како су се добијали надимци
Надимци за грађане у Врању и врањске породице добијали су се врло лако и на разне начине. Неки грађани добијали су надимке по личном изгледу, по спољашности, неки по занимању или месту одакле су у град дошли, а неки по своме понашању и тако редом. Својеврсни белези људи одраз су специфичног менталитета, филозофије живљења и духа поднебља. Надимци непогрешиво дефинишу и личност човека. Свеједно је да ли су у питању карактер, изглед или нека друга особина. Они замењују лична имена у свакодневној комуникацији. Дајући машти на вољу, непознати кумови наденули су свим Врањанцима надимке.

## Надимак- заштитни знак града Врања
Заштитни знак града познатог по кованици У Врање нема лагање, 100 кила свиња, 200 кила маст – засигурно су били и остали надимци. Од памтивека су особеност врањског краја. Многи су надимак добили наследно. Нове надимке многи Врањанци добили су у предузећима, школама, кафанама. Постоје породични, надимци животињског порекла, занимања... Има надимака по месту рођења, изгледу, карактерним особинама. Има и поспрдних, увредљивих. Од надимака Влајинац, на пример, постало је презиме неколико породица. Џоља је сколон свађи, Дргча је висок, Амза је простак, Газеп је несрећник, Лунга је скитница, Мазнокап је лепо одевен човек, Каролеја је црномањаст, Барак космата особа, Враготер је враголан, Жуљан је мршав човек – објашњава неуморни врањски истарживач народног стваралаштва и публициста проф. Др Момчило Златановић.

## Примери надимака

### Бисерни надимци
Међу бисерним надимцима су: Врживук, Гологузан, Кршорук, Голотрпче, Целолепче.

### Надимци по животињама
Много „животиња“ шета Врањем: Зајац, Зајко, Јежек, Јеленко, Лане, Мајмун, Бизон, Меда, Лисица, Носорог, Жирафа. Ту је и „домаћа дивљач“: Ровац, Штакор, Поганац, Пацов, Гуштер, Трут, Мољац, па Глиста, Попац, Пужимуж и Цврчко.

### Надимци по оружју
Не оскудева Врање ни у оружаним надимцима: Буздован, Тојага, Кубура, Топ, Ракетла, Митраљез, Бомбаш.

### Познати врањски надимци
Ево још неких надимака за грађане и врањске породице:
| - Александар Булумач - Харитон Баратлија - Андра Даскал - Андра Чорба - Андра Гајдар - Бошко Пиринџа - Бора Јелицин - Баге Домац - Божа Гуља - Божа Бозаџија - Благоје Чатлајац - Бора Гања - Воја Самарџија - Воја Кацуљ - Влајко Србинац - Влада Паприче - Васа Шоте - Васа Пепек - Влајко Србинац - Воја Бамбула - Влада Шоња - Васа Лиферанче - Душан Пишта - Душан Бунушевац - Драги Собинац - Драгиша Сосе - Душан Сосе - Донка Калиманка - Драги Стропљанац - Ђока Добошар - Ђока Кафеџија - Ђока Бонде - Жика Тотошан - Раша Пашајка | - Ђока Штиплија - Јосиф Бурча - Јован Шупељкар - Јоца Ћумурџија - Јанча Дингарац - Јован Лунга - Јова Џоља - Јован Калуђер - Јован Купузан - Јова Курсула - Јован Пишмиш - Јоца Целолепче - Коле Дебарац - Коле Цупара - Коста Клинчар - Леца Карапера - Лаза Влашче - Љуба Цинцарин - Љубомир Цигарче - Мита Утка - Милан Чапља - Мита Чорба - Милка Пуцка - Михајло Кукуреја - Мијалко Јежа - Младен Тафа - Мита Бириџик - Мита Талимат - Марко Аврамац | - Мика Дајре - Мирко Мумурузница - Миле Џубе - Мита Новинар - Миле Барбаче - Миле Доњеврањче - Мита Црце - Мока Сотирац - Мита Драмлија - Миле Шаче - Милан Кривореп - Милева Жмуркина - Милан Чучук - Милан Неслана Тарана - Милева Вртен Камен - Мита Мераклија - Милорад Голочевац - Нака Дебара - Никола Бањче - Никола Растура - Никола Четвртина - Нада Џубина - Коле Терзија - Коле Догур - Нада Музикантска - Никола Сајџија - Коле Ћопа - Олга Булумачка - Пера Келеш | - Пера Колџија - Пера Марганац - Пера Сељак - Пера Гогинац - Пера Бувар - Панта Шустер - Перса Кочанка - Пера Књижар - Павле Паликућа - Пера Вража - Панта Фурунџија - Пера Шваба - Риста Бамбула - Риста Козле - Риста Гијинче - Раде Четкар, - Рака Берберин - Риста Гочобан - Риста Латинче - Риста Баба Дудин - Стојан Перуника - Станко Колар - Стана Караминга - Станко Лепојац - Станко Каначе - Сава Огањ - Санде Вла - Стојан Мацан | - Света Црешњар - Сава Саглам - Дине Готован - Стојан Чангарлепа - Стојан Говедар - Стана Шарена - Стојан Свилар - Таса Млинар - Трајко Багатела - Тане Болна Рука - Тане Паланза - Тане Цревар - Тодор Магариче - Тане Аџија - Тома Цврцко - Тоза Калеџија - Трифун Амрелџија - Трифун Грнчар - Тома Качамак - Тоза Црвењак - Тане Џингур - Таска Чешмеџија - Урош Фармазон - Урош Пукнето Корито - Урош Калча - Урош Согорчевац - Чеда Бомбонџија - Чеда Демба - Цица Ружинска |